# سیارک ۲۰۰۶۰
سیارک ۲۰۰۶۰ (به انگلیسی: 20060 Johannforster، نامگذاری: 1993PV5) بیست هزار و شصتمین سیارک کشف شده‌است که در ۱۵ اوت ۱۹۹۳ کشف شد.
قدر مطلق سیارک برابر ۳۲٫۳ است.